# Mistrzostwa Świata w Narciarstwie Klasycznym 2015
Mistrzostwa Świata w Narciarstwie Klasycznym 2015 – edycja mistrzostw świata w narciarstwie klasycznym, która odbywała się od 18 lutego do 1 marca 2015 roku w szwedzkim Falun.

## Wybór organizatora
Były to szóste mistrzostwa przeprowadzone w Szwecji. Dotychczas walczono o medale mistrzostw świata w Sollefteå (1934) oraz czterokrotnie w Falun (1954, 1974, 1980 i 1993). Szwedzkie Falun zostało wybrane w głosowaniu, w którym wygrało z Zakopanem (Polska), Oberstdorfem (Niemcy) i Lahti (Finlandia) na kongresie FIS-u, który odbył się 3 czerwca 2010 w tureckiej Antalyi. Wyboru dokonano w trzech rundach, w każdej z nich eliminując miasto z najmniejszą liczbą głosów. Wyniki przedstawione zostały w poniższej tabeli.
| Kandydaci  | Pierwsza runda | Druga runda | Trzecia runda |
| ---------- | -------------- | ----------- | ------------- |
| Oberstdorf | 1              | –           | –             |
| Falun      | 6              | 7           | 8             |
| Lahti      | 5              | 5           | 7             |
| Zakopane   | 3              | 3           | –             |

## Reprezentacje państw uczestniczących w mistrzostwach
- Algieria
- Argentyna
- Armenia
- Australia
- Austria
- Belgia
- Białoruś
- Bośnia i Hercegowina
- Brazylia
- Bułgaria
- Chile
- Chińska Republika Ludowa
- Chorwacja
- Czechy
- Dania
- Estonia
- Finlandia
- Francja
- Ghana
- Grecja
- Hiszpania
- Holandia
- Indie
- Iran
- Irlandia
- Islandia
- Japonia
- Kanada
- Kazachstan
- Kirgistan
- Korea Południowa
- Liban
- Liechtenstein
- Litwa
- Łotwa
- Macedonia Północna
- Mołdawia
- Mongolia
- Nepal
- Niemcy
- Norwegia
- Nowa Zelandia
- Peru
- Polska (18)
- Rosja
- Rumunia
- Serbia
- Słowacja
- Słowenia
- Stany Zjednoczone
- Szwajcaria
- Szwecja
- Togo (1)
- Tonga
- Turcja
- Ukraina
- Wenezuela
- Węgry
- Wielka Brytania
- Włochy

## Program
Godziny czasu lokalnego.
| Data      | Godzina | Konkurencja                                |
| --------- | ------- | ------------------------------------------ |
| 19 lutego | 15:15   | Sprinty s. klasycznym                      |
| 21 lutego | 13:00   | Bieg łączony kobiet 7,5+7,5km              |
| 21 lutego | 14:30   | Bieg łączony mężczyzn 15+15km              |
| 22 lutego | 14:30   | Sprinty drużynowe s. dowolnym              |
| 24 lutego | 13:30   | 10 km s. dowolnym kobiet                   |
| 25 lutego | 13:30   | 15 km s. dowolnym mężczyzn                 |
| 26 lutego | 13:30   | Sztafeta kobiet 4x5 km                     |
| 27 lutego | 13:30   | Sztafeta mężczyzn 4x10 km                  |
| 28 lutego | 13:00   | 30 km s. klasycznym kobiet (bieg masowy)   |
| 1 marca   | 13:30   | 50 km s. klasycznym mężczyzn (bieg masowy) |

| Data      | Godzina     | Konkurencja                       |
| --------- | ----------- | --------------------------------- |
| 20 lutego | 10:00 15:00 | HS100 / 10 km                     |
| 22 lutego | 10:00 16:00 | Drużynowy HS100 / 4x5 km          |
| 26 lutego | 10:00 15:15 | HS134 / 10 km                     |
| 28 lutego | 10:00 15:15 | Sprint drużynowy HS134 / 2x7.5 km |

| Data      | Godzina | Konkurencja              |
| --------- | ------- | ------------------------ |
| 20 lutego | 17:00   | Kobiety HS100            |
| 21 lutego | 16:30   | Mężczyźni HS100          |
| 22 lutego | 17:00   | Konkurs mieszany HS100   |
| 26 lutego | 17:00   | Mężczyźni HS134          |
| 28 lutego | 17:00   | Drużynowy mężczyzn HS134 |

## Zestawienie medalistów

### Biegi narciarskie
| Konkurencja                       | Data      | Złoto                                                                       | Srebro                                                                         | Brąz                                                                                       |
| Mężczyźni                         | Mężczyźni | Mężczyźni                                                                   | Mężczyźni                                                                      | Mężczyźni                                                                                  |
| --------------------------------- | --------- | --------------------------------------------------------------------------- | ------------------------------------------------------------------------------ | ------------------------------------------------------------------------------------------ |
| Sprint techniką klasyczną         | 19 lutego | Petter Northug                                                              | Alex Harvey                                                                    | Ola Vigen Hattestad                                                                        |
| Bieg łączony 30 km                | 21 lutego | Maksim Wylegżanin                                                           | Dario Cologna                                                                  | Alex Harvey                                                                                |
| Sprint drużynowy techniką dowolną | 22 lutego | Norwegia Finn Hågen Krogh · Petter Northug                                  | Rosja Aleksiej Pietuchow · Nikita Kriukow                                      | Włochy Dietmar Nöckler · Federico Pellegrino                                               |
| Bieg na 15 km techniką dowolną    | 25 lutego | Johan Olsson                                                                | Maurice Manificat                                                              | Anders Gløersen                                                                            |
| Sztafeta 4 × 10 km                | 27 lutego | Norwegia Niklas Dyrhaug · Didrik Tønseth · Anders Gløersen · Petter Northug | Szwecja Daniel Richardsson · Johan Olsson · Marcus Hellner · Calle Halfvarsson | Francja Jean-Marc Gaillard · Maurice Manificat · Robin Duvillard · Adrien Backscheider     |
| Bieg na 50 km techniką klasyczną  | 1 marca   | Petter Northug                                                              | Lukáš Bauer                                                                    | Johan Olsson                                                                               |
| Kobiety                           |           |                                                                             |                                                                                |                                                                                            |
| Sprint techniką klasyczną         | 19 lutego | Marit Bjørgen                                                               | Stina Nilsson                                                                  | Maiken Caspersen Falla                                                                     |
| Bieg łączony 15 km                | 21 lutego | Therese Johaug                                                              | Astrid Jacobsen                                                                | Charlotte Kalla                                                                            |
| Sprint drużynowy techniką dowolną | 22 lutego | Norwegia Ingvild Flugstad Østberg · Maiken Caspersen Falla                  | Szwecja Ida Ingemarsdotter · Stina Nilsson                                     | Polska Justyna Kowalczyk · Sylwia Jaśkowiec                                                |
| Bieg na 10 km techniką dowolną    | 24 lutego | Charlotte Kalla                                                             | Jessica Diggins                                                                | Caitlin Gregg                                                                              |
| Sztafeta 4 × 5 km                 | 26 lutego | Norwegia Heidi Weng · Therese Johaug · Astrid Jacobsen · Marit Bjørgen      | Szwecja Sofia Bleckur · Charlotte Kalla · Maria Rydqvist · Stina Nilsson       | Finlandia Aino-Kaisa Saarinen · Kerttu Niskanen · Riitta-Liisa Roponen · Krista Pärmäkoski |
| Bieg na 30 km techniką klasyczną  | 28 lutego | Therese Johaug                                                              | Marit Bjørgen                                                                  | Charlotte Kalla                                                                            |

### Kombinacja norweska
| Konkurencja                         | Data      | Złoto                                                                 | Srebro                                                                   | Brąz                                                                               |
| ----------------------------------- | --------- | --------------------------------------------------------------------- | ------------------------------------------------------------------------ | ---------------------------------------------------------------------------------- |
| Gundersen HS100 / 10 km             | 20 lutego | Johannes Rydzek                                                       | Alessandro Pittin                                                        | Jason Lamy Chappuis                                                                |
| Sztafeta HS100 / 4 × 5 km           | 22 lutego | Niemcy Tino Edelmann · Eric Frenzel · Fabian Rießle · Johannes Rydzek | Norwegia Magnus Moan · Håvard Klemetsen · Mikko Kokslien · Jørgen Gråbak | Francja François Braud · Maxime Laheurte · Sébastien Lacroix · Jason Lamy Chappuis |
| Gundersen HS134 / 10 km             | 26 lutego | Bernhard Gruber                                                       | François Braud                                                           | Johannes Rydzek                                                                    |
| Sprint drużynowy HS134 / 2 × 7,5 km | 28 lutego | Francja François Braud · Jason Lamy Chappuis                          | Niemcy Johannes Rydzek · Eric Frenzel                                    | Norwegia Magnus Moan · Håvard Klemetsen                                            |

### Skoki narciarskie
| Konkurencja                             | Data      | Złoto                                                                                 | Srebro                                                                            | Brąz                                                                          |
| Kobiety                                 | Kobiety   | Kobiety                                                                               | Kobiety                                                                           | Kobiety                                                                       |
| --------------------------------------- | --------- | ------------------------------------------------------------------------------------- | --------------------------------------------------------------------------------- | ----------------------------------------------------------------------------- |
| Skocznia normalna (HS100) indywidualnie | 20 lutego | Carina Vogt                                                                           | Yūki Itō                                                                          | Daniela Iraschko-Stolz                                                        |
| Mężczyźni                               |           |                                                                                       |                                                                                   |                                                                               |
| Skocznia normalna (HS100) indywidualnie | 21 lutego | Rune Velta                                                                            | Severin Freund                                                                    | Stefan Kraft                                                                  |
| Skocznia duża (HS134) indywidualnie     | 26 lutego | Severin Freund                                                                        | Gregor Schlierenzauer                                                             | Rune Velta                                                                    |
| Skocznia duża (HS134) drużynowo         | 28 lutego | Norwegia Anders Bardal · Anders Jacobsen · Anders Fannemel · Rune Velta               | Austria Stefan Kraft · Michael Hayböck · Manuel Poppinger · Gregor Schlierenzauer | Polska Piotr Żyła · Klemens Murańka · Jan Ziobro · Kamil Stoch                |
| Mieszany                                |           |                                                                                       |                                                                                   |                                                                               |
| Skocznia normalna (HS100) mieszany      | 22 lutego | Niemcy 1. Carina Vogt · 2. Richard Freitag · 3. Katharina Althaus · 4. Severin Freund | Norwegia 1. Line Jahr · 2. Anders Bardal · 3. Maren Lundby · 4. Rune Velta        | Japonia 1. Sara Takanashi · 2. Noriaki Kasai · 3. Yūki Itō · 4. Taku Takeuchi |

## Klasyfikacja medalowa
| Mj      | Reprezentacja     | Złoto | Srebro | Brąz | Razem |
| ------- | ----------------- | ----- | ------ | ---- | ----- |
| 1.      | Norwegia          | 11    | 4      | 5    | 20    |
| 2.      | Niemcy            | 5     | 2      | 1    | 8     |
| 3.      | Szwecja           | 2     | 4      | 3    | 9     |
| 4.      | Francja           | 1     | 2      | 3    | 6     |
| 5.      | Austria           | 1     | 2      | 2    | 5     |
| 6.      | Rosja             | 1     | 1      | 0    | 2     |
| 7.      | Japonia           | 0     | 1      | 1    | 2     |
| 7.      | Kanada            | 0     | 1      | 1    | 2     |
| 7.      | Stany Zjednoczone | 0     | 1      | 1    | 2     |
| 7.      | Włochy            | 0     | 1      | 1    | 2     |
| 11.     | Czechy            | 0     | 1      | 0    | 1     |
| 11.     | Szwajcaria        | 0     | 1      | 0    | 1     |
| 13.     | Polska            | 0     | 0      | 2    | 2     |
| 14.     | Finlandia         | 0     | 0      | 1    | 1     |
| Łącznie | Łącznie           | 21    | 21     | 21   | 63    |

## Klasyfikacja indywidualna
| #   | Zawodnik                 | Złoto | Srebro | Brąz | Razem |
| --- | ------------------------ | ----- | ------ | ---- | ----- |
| 1.  | Petter Northug           | 4     | 0      | 0    | 4     |
| 2.  | Therese Johaug           | 3     | 0      | 0    | 3     |
| 3.  | Johannes Rydzek          | 2     | 1      | 1    | 4     |
| 3.  | Rune Velta               | 2     | 1      | 1    | 4     |
| 5.  | Marit Bjørgen            | 2     | 1      | 0    | 3     |
| 5.  | Severin Freund           | 2     | 1      | 0    | 3     |
| 7.  | Carina Vogt              | 2     | 0      | 0    | 2     |
| 8.  | Charlotte Kalla          | 1     | 1      | 2    | 4     |
| 9.  | François Braud           | 1     | 1      | 1    | 3     |
| 9.  | Johan Olsson             | 1     | 1      | 1    | 3     |
| 11. | Anders Bardal            | 1     | 1      | 0    | 2     |
| 11. | Eric Frenzel             | 1     | 1      | 0    | 2     |
| 11. | Astrid Jacobsen          | 1     | 1      | 0    | 2     |
| 14. | Jason Lamy Chappuis      | 1     | 0      | 2    | 3     |
| 15. | Maiken Caspersen Falla   | 1     | 0      | 1    | 2     |
| 15. | Anders Gløersen          | 1     | 0      | 1    | 2     |
| 17. | Katharina Althaus        | 1     | 0      | 0    | 1     |
| 17. | Tino Edelmann            | 1     | 0      | 0    | 1     |
| 17. | Niklas Dyrhaug           | 1     | 0      | 0    | 1     |
| 17. | Anders Fannemel          | 1     | 0      | 0    | 1     |
| 17. | Richard Freitag          | 1     | 0      | 0    | 1     |
| 17. | Bernhard Gruber          | 1     | 0      | 0    | 1     |
| 17. | Anders Jacobsen          | 1     | 0      | 0    | 1     |
| 17. | Finn Hågen Krogh         | 1     | 0      | 0    | 1     |
| 17. | Ingvild Flugstad Østberg | 1     | 0      | 0    | 1     |
| 17. | Fabian Rießle            | 1     | 0      | 0    | 1     |
| 17. | Didrik Tønseth           | 1     | 0      | 0    | 1     |
| 17. | Heidi Weng               | 1     | 0      | 0    | 1     |
| 17. | Maksim Wylegżanin        | 1     | 0      | 0    | 1     |
| 30. | Stina Nilsson            | 0     | 3      | 0    | 3     |
| 31. | Gregor Schlierenzauer    | 0     | 2      | 0    | 2     |
| 32. | Alex Harvey              | 0     | 1      | 1    | 2     |
| 32. | Michael Hayböck          | 0     | 1      | 0    | 2     |
| 32. | Yūki Itō                 | 0     | 1      | 1    | 2     |
| 32. | Håvard Klemetsen         | 0     | 1      | 1    | 2     |
| 32. | Stefan Kraft             | 0     | 1      | 1    | 2     |
| 32. | Maurice Manificat        | 0     | 1      | 1    | 2     |
| 32. | Magnus Moan              | 0     | 1      | 1    | 2     |
| 32. | Manuel Poppinger         | 0     | 1      | 0    | 2     |
| 40. | Lukáš Bauer              | 0     | 1      | 0    | 1     |
| 40. | Sofia Bleckur            | 0     | 1      | 0    | 1     |
| 40. | Dario Cologna            | 0     | 1      | 0    | 1     |
| 40. | Jessica Diggins          | 0     | 1      | 0    | 1     |
| 40. | Jørgen Gråbak            | 0     | 1      | 0    | 1     |
| 40. | Calle Halfvarsson        | 0     | 1      | 0    | 1     |
| 40. | Marcus Hellner           | 0     | 1      | 0    | 1     |
| 40. | Ida Ingemarsdotter       | 0     | 1      | 0    | 1     |
| 40. | Line Jahr                | 0     | 1      | 0    | 1     |
| 40. | Mikko Kokslien           | 0     | 1      | 0    | 1     |
| 40. | Nikita Kriukow           | 0     | 1      | 0    | 1     |
| 40. | Maren Lundby             | 0     | 1      | 0    | 1     |
| 40. | Aleksiej Pietuchow       | 0     | 1      | 0    | 1     |
| 40. | Alessandro Pittin        | 0     | 1      | 0    | 1     |
| 40. | Daniel Richardsson       | 0     | 1      | 0    | 1     |
| 40. | Maria Rydqvist           | 0     | 1      | 0    | 1     |
| 56. | Adrien Backscheider      | 0     | 0      | 1    | 1     |
| 56. | Robin Duvillard          | 0     | 0      | 1    | 1     |
| 56. | Jean-Marc Gaillard       | 0     | 0      | 1    | 1     |
| 56. | Caitlin Gregg            | 0     | 0      | 1    | 1     |
| 56. | Ola Vigen Hattestad      | 0     | 0      | 1    | 1     |
| 56. | Daniela Iraschko-Stolz   | 0     | 0      | 1    | 1     |
| 56. | Sylwia Jaśkowiec         | 0     | 0      | 1    | 1     |
| 56. | Noriaki Kasai            | 0     | 0      | 1    | 1     |
| 56. | Justyna Kowalczyk        | 0     | 0      | 1    | 1     |
| 56. | Sébastien Lacroix        | 0     | 0      | 1    | 1     |
| 56. | Maxime Laheurte          | 0     | 0      | 1    | 1     |
| 56. | Klemens Murańka          | 0     | 0      | 1    | 1     |
| 56. | Kerttu Niskanen          | 0     | 0      | 1    | 1     |
| 56. | Dietmar Nöckler          | 0     | 0      | 1    | 1     |
| 56. | Krista Pärmäkoski        | 0     | 0      | 1    | 1     |
| 56. | Federico Pellegrino      | 0     | 0      | 1    | 1     |
| 56. | Riitta-Liisa Roponen     | 0     | 0      | 1    | 1     |
| 56. | Aino-Kaisa Saarinen      | 0     | 0      | 1    | 1     |
| 56. | Kamil Stoch              | 0     | 0      | 1    | 1     |
| 56. | Sara Takanashi           | 0     | 0      | 1    | 1     |
| 56. | Taku Takeuchi            | 0     | 0      | 1    | 1     |
| 56. | Jan Ziobro               | 0     | 0      | 1    | 1     |
| 56. | Piotr Żyła               | 0     | 0      | 1    | 1     |